# آبرام آرخیپوف
آبرام آرخیپوف (روسی: Абра́м Ефи́мович Архи́пов؛ ۱۵ اوت ۱۸۶۲ – ۲۵ سپتامبر ۱۹۳۰) نقاش اهل امپراتوری روسیه بود. آبرام آرخیپوف با Peredvizhniki، گروهی از هنرمندان رئالیست که به دنبال به تصویر کشیدن زندگی روزمره مردم روسیه بودند، در ارتباط بود. آرخیپوف در روستای یگورلیکسکایا، در منطقه کنونی استان روستوف روسیه به دنیا آمد و قبل از عضویت در اتحادیه هنرمندان روسیه در سال ۱۹۰۳، در مدرسه نقاشی، مجسمه‌سازی و معماری مسکو تحصیل کرد.
نقاشی‌های آرخیپوف اغلب بر زندگی روزمره اجتماعی و فرهنگی در روستاهای روسیه، از جمله صحنه‌های روستایی، زندگی دهقانان و سنت‌های عامیانه متمرکز بود. او به کاوش در تجارب روانشناختی و عاطفی سوژه‌هایش علاقه خاصی داشت و آثارش اغلب عناصری از نمادگرایی و اکسپرسیونیسم را در بر می‌گرفت.
برخی از معروف‌ترین نقاشی‌های آرخیپوف عبارتند از: «آسیاب بادی»، «نوازندگان نابینا» و «یک مهمانی چای روسی». او همچنین مضامین مذهبی و کتاب مقدسی، از جمله تصاویر قدیسان و شمایل‌های مذهبی را به تصویر می‌کشید.
آرخیپوف در طول زندگی حرفه ای خود به دلیل دستاوردهای هنری و مشارکت در فرهنگ روسیه شناخته شد. او در سال ۱۹۲۲ عنوان هنرمند خلق RSFSR (جمهوری سوسیالیستی فدراتیو شوروی روسیه) را دریافت کرد و پس از مرگش نشان لنین را در سال ۱۹۳۵ دریافت کرد. امروزه آثار او را می‌توان در موزه‌ها و گالری‌های هنری بزرگ در سراسر روسیه یافت.